# Порхов
Порхов (рус. Порхов) насељено је место са административним статусом града на западу европског дела Руске Федерације. Налази се у источном делу Псковске области и административно припада Порховском општинском рејону чији је уједно и административни центар.
Према проценама националне статистичке службе за 2015. у граду је живело 9.336 становника.
Утврђење које је 1239. године на обали реке Шелоњ основао новгородски књаз Александар Невски представљало је једну од најважнијих утврда на западним границама Новгородске републике током целог средњег века. Остаци Порховске тврђаве који данас доминирају над градом налазе се на листи културног наслеђа од националног значаја Русије.

## Етимологија
Постоји неколико верзија о пореклу имена града. Према једној од њих, име града потиче од староруске речи порхъ која је означавала прашњаво место. Према легенди, када је Александар Невски тражио место где ће да сагради утврђење, приметио је на узвишењу изнад Шелоња место са ког је ветар подизао густе облаке кречњачке прашине, и по тој прашини је име добило и утврђење, а потом и цео град који се око њега развио.
Према другој верзији реч порхъ (или парохъ) имала је значење бели камен, што је вероватно везано за оближњи кречњачки мајдан. Према последњој верзији име града је изведено од личног имена Порх ком је додат суфикс ов у значењу Порхова земља, Порхово.

## Географија
Град Порхов налази се у источном делу Псковске области, на истоку Порховског рејона, у равничарском подручју где Хиловска низија постепено прекази у Прииљмењску депресију на истоку. Кроз град протиче река Шелоњ, једна од најзначајнијих притока језера Иљмењ, преко које је град од најранијих времена своје сторије био повезан са Великим Новгородом на истоку. Средишњи део града лежи на надморској висини од 55 m.
Град се налази на око 90 километара источно од административног центра области, града Пскова.

## Историја
Године 1239, на узвишењу изнад десне обале Шелоња, новгородски књаз Александар Невски саградио је дрвено утврђење Порховски городок, утврди чији је основни циљ била заштита југозападних путева који су водили ка Великом Новгороду. Утврђење се у писаним изворима по први пут помиње 1346. године. Те године је велики литвански књаз Олгерд безуспешно опседао Порховску тврђаву. Тврђава је током опсаде претрпела велика оштећења, а прва значајна комплетна реконструкција утврђења урађена је 1387. године, и том приликом су дрвени зидови замењени каменим, а саграђена је и нова стражарска кула. Велика разарања утврђење и насеље око њега доживело је поново 1428. године током осмодневне опсаде од стране литванског књаза Витаутаса Великог. Током опсаде тврђава је све време гађана топовима и претрпела је велика оштећења. Опсада је окончана тек након што су становници града литванском књазу платили порез од тадашњих 5.000 рубаља. Две године касније тврђава је потпуно обновљена.
Све до 1478. Порховска тврђава се налазила у саставу Новгородске републике и имала је стратешки значај у одбрани западних граница земље од најезда литванских војски. Након присаједињења новгородских земаља Великој московској кнежевини 1478. године, Порхов постаје једно од 12 најважнијих утврђења на подручју јединственог Руског царства, а у то време почиње и да се развија насеље ван зидина тврђаве (посад).
Током Смутних времена житељи Порхова признали су власт узурпатора Димитрија II Лажног и на тај начин дошли у сукоб са царем Василијем IV Шујским. Василије IV је уз помоћ шведског краља Карла IX успео да порази узурпатора и 1609. поврати власт над градовима Порховом, Торопецом и Орешеком. Након што је цар Василиј IV свргнут са власти 17. јула 1610. године, Швеђани предвођени Јаковом Делагардијем нису признали нову московску власт и у ноћи на 16. јул 1611. нападају и освајају Новгород. Град Порхов је признао власт Швеђана и у саставу шведске државе је остао све до потписивања Столповског мира 27. фебруара 1617. године, када је сходно мировном уговору враћен у састав Русије.
Одлуком императора Петра Великог од 18. децембра 1708. године Русија је подељена на 8 губернија, а град Порхов улази у састав Ингерманландске губерније (две године касније преименована у Санктпетербуршку губернију). Императорка Катарина I Алексејевна извршила је административну реорганизацију земље 1727, и сходно тој реорганизацији Порхов постаје саставним делом Новгородске губерније. Порхов 1777. добија административни статус окружног центра и постаје седиште новооснованог Порховског округа.
Званичан градски грб усвојен је 29. маја 1781. године и имао је изглед плавог штита подељеног у два поља. У горњем делу налази се симбол Псковске губерније, десница која вири из облака и леопард, док се у доњем делу налази приказ Порховске тврђаве, симбола града.
Године 1708. у граду је саграђена Саборна црква посвећена Светој Животворној Тројици, а новац за градњу цркве обезбедила је императорка Катарина Велика. Прва градска банка основана је 15. августа 1843. године и била је у власништву трговачког саветника В. Г. Жукова. Занимљиво је да је приликом отварања банке Жуков издвојио 10 хиљада рубаља за оснивање дома за стара и немоћна лица, а будући рад те установе финансирала је управо његова банка. Порховско Добровољно ватрогасно друштво основано је 1. маја 1873. године.
Године 1897. кроз град пролази деоница железничке пруге на релацији Бологоје—Псков, а у вези са њеном градњом саграђен је и железнички мост преко Шелоња.
Током Великог рата на подручју Порхова је деловало неколико војних болница. Током Руског грађанског рата град и његова околина су били позорница жестоких окршаја између револуционарних Црвеноармејаца и Северног корпуса Белих.
Доласком Совјета на власт у Русији, 1. августа 1927. долази до административне реорганизације земље, град Порхов улази у састав Псковског округа Лењинградске области и постаје административним центром Порховског рејона.
Током Другог светског рата град је био окупиран од стране немачких фашиста од 11. јула 1941. па до 26. фебруара 1944. године.
Након што је 23. августа 1944. формирана Псковска област, град Порхов је укључен у њен састав.

## Демографија
Према подацима са пописа становништва 2010. у граду је живело 10.608 становника, док је према проценама националне статистичке службе за 2015. град имао 9.336 становника.
| 1897. | 1959. | 1970.  | 1979.  | 1989.  | 2002.  | 2010.  | 2015. |
| ----- | ----- | ------ | ------ | ------ | ------ | ------ | ----- |
| 5.600 | 7.633 | 10.661 | 13.154 | 14.098 | 12.263 | 10.608 | 9.336 |